# Прапор Сопота (Польща)
Прапор Сопота — один із символів міста Сопот у вигляді прапора  .

## Зовнішній вигляд і символіка
Прапор міста Сопот являє собою прямокутне полотнище, відношення ширини до довжини 5:8, ідентичний з обох боків, з двома горизонтально розташованими полями, синім угорі та золотим унизу. Співвідношення ширини синього поля до золотого становить 1:1. Посередині поля прапора розміщені герб міста — біла чайка та біла риба   .

## Історія
Перший прапор Сопота був встановлений у 1904 році разом із гербом міста. На ньому не було жодної символіки з міського герба, лише два горизонтально розташованих поля: синє вгорі та золоте внизу. Після Другої світової війни його перестали використовувати. Лише Єжи Ціслак у 1994 році нагадав про його існування та запропонував його відновити. Колектив під керівництвом проф. Блажей Слівінський, на замовлення міста, підготував нові проекти герба та прапора, до довоєнного варіанту прапора додано герб міста. Такий шаблон був прийнятий міськими радниками в 1995 році  .

## Дивитися також
- Прапори повітів Поморського воєводства